# Big Eyes, Small Mouth
Big Eyes, Small Mouth ist ein Pen-and-Paper-Rollenspielsystem, das entwickelt wurde, um Animes und Mangas zu simulieren. Referenzen auf dieses System bedienen sich üblicherweise der Abkürzung BESM. Der Titel ist eine Anspielung auf den üblichen Mangazeichenstil mit großen, ausdrucksvollen Augen.
BESM verwendet ein punktebasierendes Charaktererschaffungssystem, ähnlich dem von GURPS. Charaktere basieren auf drei Werten, auf die alle Proben gemacht werden. Diese werden von Attributen unterstützt, welche dem Charakter einzigartige Fähigkeiten geben.
Die ursprüngliche Version, welche von Mark C. MacKinnon entwickelt wurde, wurde 1999 von Guardians of Order veröffentlicht. Kurz darauf begann der Rollenspielautor David L. Pulver, Erweiterungen für dieses ursprünglich einfache System zu verfassen. So fügte er etwa mit seinem Buch Big Robots, Cool Starships ein detailliertes Mechakampfsystem hinzu. Mit der nächsten Veröffentlichung, einem Genrebuch namens Hot Rods & Gun Bunnies, kamen Fertigkeiten hinzu. Zur gleichen Zeit verwendeten MacKinnon und seine Kollegen das BESM-System (von nun an als TriStat-System bezeichnet und Vorläufer von Tri-Stat dX) als Basis für lizenzierte Spiele zu Animes wie Sailor Moon, Dominion: Tank Police, Demon City Shinjuku und Tenchi Muyo!. All diese Innovationen wurden in die zweite Edition übernommen, welche 2001 erschien.
Seitdem wurde auch für andere Animelizenzen, die Guardians of Order erworben hatte, das System von BESM als Basis verwendet. Anstatt komplette Spiele zu veröffentlichen, wie es zuvor geschehen war, wurden die neuen Bücher als Ultimate Fan Guides vermarktet. Zudem wurden für das Spiel zahlreiche genrebasierte Erweiterungen veröffentlicht, ebenso wie zwei eigene Settings: Centauri Knights und Uresia: Grave of Heaven.
Eine BESM-Erweiterung verursachte 2002 eine Kontroverse, als sich mehrere Händler weigerten, ein Buch mit dem Titel Cute and Fuzzy Cockfighting Seizure Monsters in den Bestand aufzunehmen. Das Buch, eine Satire auf das Monstergladiatorgenre, welches durch Pokemon berühmt geworden ist, wurde unter dem Titel Cute and Fuzzy Seizure Monsters neu aufgelegt, aber gleichzeitig unter dem originalen Titel gedruckt.
Eine d20-Adaption erschien 2003. Für Sommer 2005 war eine dritte Edition von BESM geplant, die mit einem Jahr Verspätung erschien.
Aufgrund finanzieller Probleme bei Guardians of Order, die schließlich zur Unternehmensschließung führten, wurde die dritte Edition von ArtHaus herausgegeben, einer Unterorganisation von White Wolf. Trotz guter Verkaufszahlen gab es lange keine Informationen über einen Neudruck der 3. Edition oder der Entwicklung eigener Erweiterungen von BESM. Im April 2019 wurde eine vierte Edition angekündigt und anschließend über die Crowdfunding-Plattform Kickstarter finanziert.
Bislang existiert keine deutsche Übersetzung.